# Tamandua mexicana
Il tamandua settentrionale (Tamandua mexicana) è un tamandua diffuso dal Messico meridionale al Perù settentrionale, dove colonizza le alberate ed i mangrovieti.

## Descrizione
Il pelo è generalmente bianco-giallastro, con un "gilet" nero che ricopre il torace e l'addome fino alle zampe posteriori.
Le zampe sono dotate di forti unghie, la coda è prensile e lunga quanto il corpo.